# Gheboieni, Dâmbovița
Gheboieni este un sat în comuna Tătărani din județul Dâmbovița, Muntenia, România. Se află în partea de vest a județului, în Subcarpații Dâmboviței.
Conform datelor recensământului din 2021, satul Gheboieni avea o populație de 1.602 locuitori.
În satul Gheboieni, se află un copac cu o vârstă impresionantă, care este o atracție cunoscută în zonă. Deși se spune că are 1000 de ani, cercetările au stabilit că vârsta sa reală este de aproximativ 966 de ani, făcându-l unul dintre cei mai vechi copaci din România.